# B. J. Thomas

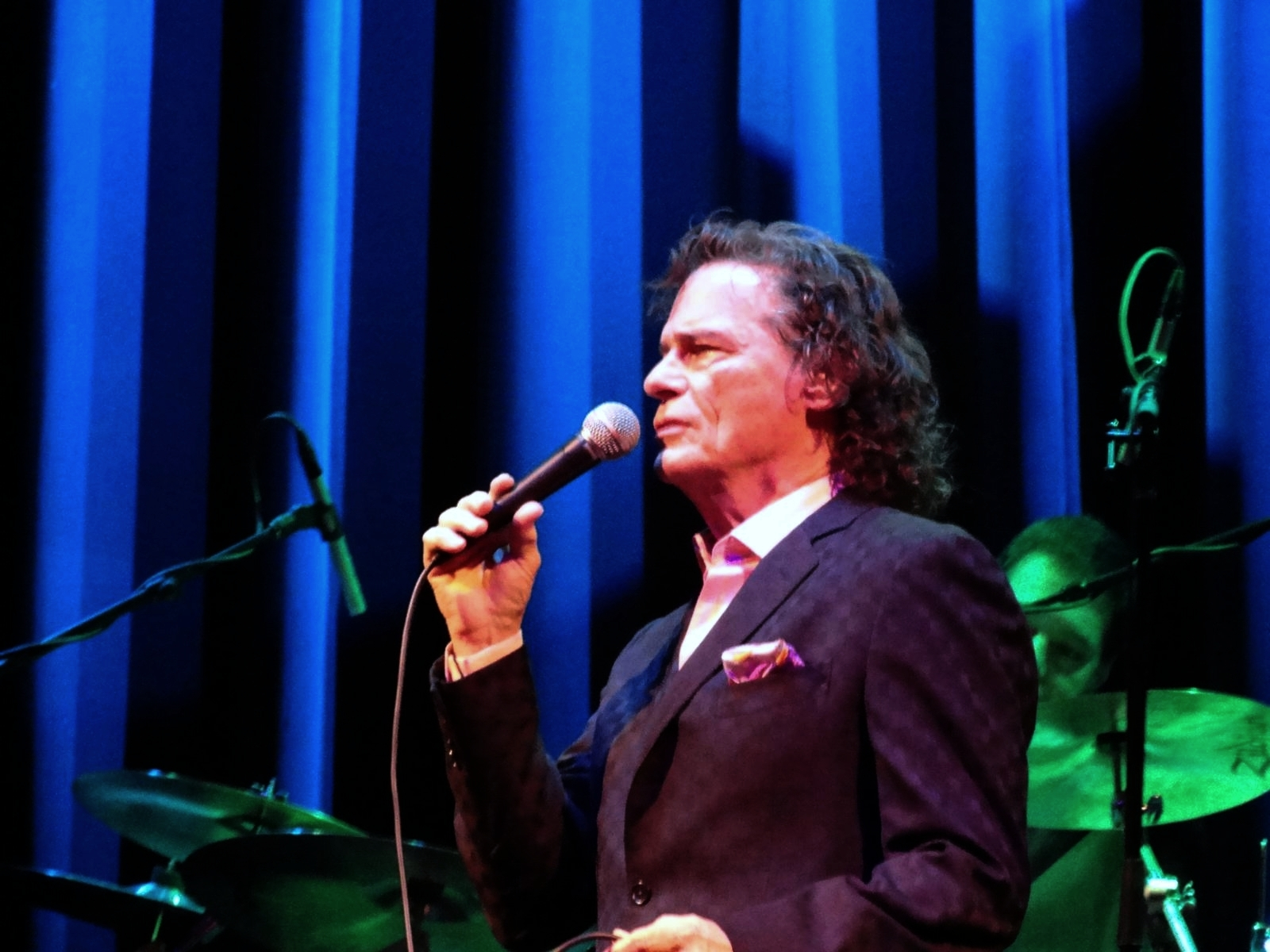
B. J. Thomas (2012)

Billy Joe „B. J.“ Thomas (* 7. August 1942 in Hugo, Oklahoma; † 29. Mai 2021 in Arlington, Texas) war ein US-amerikanischer Pop- und Country-Sänger. In den 1960er- und 1970er-Jahren landete er regelmäßig Charterfolge in den USA, zu einem Welthit wurde Raindrops Keep Fallin’ on My Head, Anfang 1970 ein Platz eins in den USA. Ein weiterer Nummer-eins-Erfolg in den USA gelang ihm 1975 mit (Hey Won’t You Play) Another Somebody Done Somebody Wrong Song. Für seine späteren, christlichen Aufnahmen wurde er fünf Mal mit dem Grammy ausgezeichnet.

## Leben und Werk
Thomas wuchs im US-Bundesstaat Texas auf, erst in der Umgebung von Houston, später in Rosenberg. Dort sang er im Kirchenchor und später auch im Highschool-Chor, den er sogar anführte. Daneben begann er mit 15 in einer Band namens The Triumphs mit Rockmusik und Auftritten in Clubs und im Lokalradio. Sie waren in Texas recht erfolgreich und bekamen auch einen Plattenvertrag. Mit dem selbstgeschriebenen Billy and Sue hatten sie einen ersten regionalen Hit. 1965 nahmen sie als ruhigere Nummer für ihr Rockalbum die Hank-Williams-Nummer I’m So Lonesome I Could Cry auf, eine Country-Nummer-1 aus dem Jahr 1949. Durch den Erfolg des Liedes wurde Scepter Records auf sie aufmerksam und brachte es als Single US-weit heraus. Als B. J. Thomas & the Triumphs hatten sie damit einen ersten Top-10-Hit in den Vereinigten Staaten.
Nach drei weiteren kleineren Hits trennte sich Thomas von den Triumphs und hatte 1968 mit Hooked on a Feeling gleich seinen ersten Solo-Top-10-Hit, der sich zudem über eine Million Mal verkaufte. Drei Jahre später machte Jonathan King daraus eine etwas eigenwillige Version, indem er die Indianergesänge („Ooga chacka“) aus dem Lied Running Bear von Johnny Preston einbaute. In England hatte er damit einen kleineren Hit, aber es war die schwedische Band Blue Swede, die 1974 die Ooga-chaka-Version in den USA bis auf Platz 1 brachte.
1969 bekam B. J. Thomas das Angebot, für den Filmsoundtrack der Western-Komödie Zwei Banditen (Butch Cassidy and the Sundance Kid) den Song Raindrops Keep Fallin’ on My Head aufzunehmen. Die Komposition von Burt Bacharach und Hal David wurde daraufhin zu seinem größten Hit und ist bis heute ein Klassiker geblieben. In den USA war es nicht nur ein weiterer Millionenseller, er belegte auch für vier Wochen Platz 1 der Billboard-Charts. Außerdem war es sein einziger internationaler Hit; er konnte sich auch in Großbritannien und Deutschland in den Hitparaden platzieren. Das Lied wurde bei der Oscarverleihung 1970 als „Bester Filmsong“ ausgezeichnet. Immer wieder taucht das Lied auch heute noch in Filmen auf, so zum Beispiel in Forrest Gump, 3 Engel für Charlie – Volle Power und Spider-Man 2.
Von 1970 bis 1972 hatte B. J. Thomas in den USA zahlreiche weitere Hits, darunter sechs Top-40-Singles, die bekannteste davon der Nummer-9-Hit I Just Can’t Help Believing, die zudem auf Platz 1 der Adult-Contemporary-Charts landete. Ebenfalls eine Adult-Contemporary-Nummer-Eins war das Rock and Roll Lullaby, bei dem er Unterstützung von den Blossoms, Dave Somerville von den Diamonds und dem Gitarristen Duane Eddy bekam.
Als sich 1973 Scepter Records auflöste, machte Thomas auch einen einmaligen Ausflug ins Filmgeschäft als Darsteller eines Revolverhelden im US-Western Jory. Musikalisch kam er aber mit seinem Wechsel zu Paramount überhaupt nicht zurecht. Zwei Jahre vergingen, ohne dass er einen weiteren Hit landen konnte und erst 1975 mit einem Wechsel zu ABC Records kehrte der Erfolg zurück. Thomas, der schon immer in Richtung Country tendiert hatte, erreichte mit (Hey Won’t You Play) Another Somebody Done Somebody Wrong Song sowohl in den Pop- als auch in den Country-Charts Platz eins. Und zum dritten Mal erhielt er für eine Single eine Goldene Schallplatte für eine Million verkaufte Exemplare. Als bester Country-Song bekam das Lied 1976 einen Grammy Award.
In der Folge war der Südstaatler immer seltener in den Popcharts anzutreffen und konzentrierte sich mehr und mehr auf Gospel-Musik. 1976 veröffentlichte er sein Album Home Where I Belong und von 1978 bis 1982 gewann er fünf Mal in Folge einen Gospel-Grammy, davon vier Mal für die beste Solo-Darbietung. Die 1980er Jahre standen dann wieder vermehrt im Zeichen der Country-Musik. 1981 wurde B. J. Thomas in die Grand Ole Opry aufgenommen. 1983 konnte er gleich zwei Titel auf Platz 1 der Country-Charts platzieren: Whatever Happened to Old Fashioned Love und New Looks from an Old Lover.
Ende der 1980er Jahre ließ sein Erfolg dann nach. Zudem hatte er Alkohol- und Drogenprobleme, mit denen er lange zu kämpfen hatte. Seit den 1990er Jahren war er weiterhin regelmäßig auf Tour und veröffentlichte Platten. Über 70 Millionen Platten soll er verkauft haben, viermal bekam er Gold. 14 Lieder kamen in die Top 40 der Pop-, elf in die Top 40 der Country-Charts.
B. J. Thomas war mit seiner Frau, der Songwriterin Gloria, 52 Jahre verheiratet und hatte drei Töchter, zwei leibliche und eine Adoptivtochter. Er lebte in Arlington in Texas und starb im Mai 2021 im Alter von 78 Jahren an Lungenkrebs.

## Diskografie

### Alben
| Jahr | Titel                                 | Höchstplatzierung, Gesamtwochen, AuszeichnungChartplatzierungen (Jahr, Titel, Platzierungen, Wochen, Auszeichnungen, Anmerkungen) | Höchstplatzierung, Gesamtwochen, AuszeichnungChartplatzierungen (Jahr, Titel, Platzierungen, Wochen, Auszeichnungen, Anmerkungen) | Anmerkungen   |
| Jahr | Titel                                 | US | Country | Anmerkungen   |
| ---- | ------------------------------------- | --- | --- | ------------- |
| 1969 | On My Way                             | US133 (12 Wo.)US | — |               |
| 1969 | Greatest Hits, Volume 1               | US90 (28 Wo.)US | — | Best-of-Album |
| 1970 | Raindrops Keep Fallin’ on My Head     | US12 Gold · (41 Wo.)US | — |               |
| 1970 | Everybody’s Out of Town               | US72 (20 Wo.)US | — |               |
| 1970 | Most of All                           | US67 (24 Wo.)US | — |               |
| 1971 | Greatest Hits, Volume 2               | US92 (13 Wo.)US | — | Best-of-Album |
| 1972 | Billy Joe Thomas                      | US145 (9 Wo.)US | — |               |
| 1975 | Reunion                               | US59 (14 Wo.)US | Country2 (18 Wo.)Country |               |
| 1975 | Help Me Make It (To My Rockin’ Chair) | — | Country26 (8 Wo.)Country |               |
| 1977 | B. J. Thomas                          | US114 (12 Wo.)US | Country39 (6 Wo.)Country |               |
| 1983 | New Looks                             | US193 (3 Wo.)US | Country13 (34 Wo.)Country |               |
| 1983 | The Great American Dream              | — | Country27 (19 Wo.)Country |               |
| 1984 | Shining                               | — | Country40 (22 Wo.)Country |               |
| 2013 | The Living Room Sessions              | — | Country39 (4 Wo.)Country |               |

Weitere Alben
- I’m so Lonesome I Could Cry (1966)
- Tomorrow Never Comes (1966)
- B. J. Thomas Sings for Lovers and Losers (1967)
- Young and in Love (1969)
- Longhorns & Londonbridges (1974)
- Help Me Make It (To My Rockin’ Chair) (1975)
- Home Where I Belong (1976, Dove Award)
- Everybody Loves a Rain Song (1978)
- Happy Man (1979)
- You Gave Me Love (When Nobody Gave Me a Prayer) (1979)
- Amazing Grace (1981, Dove Award)
- As We Know Him (1982)
- Miracle (1982)
- Peace in the Valley (1982)
- Love Shines (1983)
- Throwin’ Rocks at the Moon (1985)
- All Is Calm, All Is Bright (1985)
- Night Life (1986)
- Midnight Minute (1989)
- Back Against the Wall (1992)
- Wind Beneath My Wings (1993)
- Precious Memories (1995)
- I Believe (1997)
- Love to Burn (2007)
- Once I Loved (2010)

### Singles
| Jahr | Titel Album                                                                             | Höchstplatzierung, Gesamtwochen, AuszeichnungChartplatzierungen (Jahr, Titel, Album, Platzierungen, Wochen, Auszeichnungen, Anmerkungen) | Höchstplatzierung, Gesamtwochen, AuszeichnungChartplatzierungen (Jahr, Titel, Album, Platzierungen, Wochen, Auszeichnungen, Anmerkungen) | Höchstplatzierung, Gesamtwochen, AuszeichnungChartplatzierungen (Jahr, Titel, Album, Platzierungen, Wochen, Auszeichnungen, Anmerkungen) | Höchstplatzierung, Gesamtwochen, AuszeichnungChartplatzierungen (Jahr, Titel, Album, Platzierungen, Wochen, Auszeichnungen, Anmerkungen) | Höchstplatzierung, Gesamtwochen, AuszeichnungChartplatzierungen (Jahr, Titel, Album, Platzierungen, Wochen, Auszeichnungen, Anmerkungen) | Anmerkungen |
| Jahr | Titel Album                                                                             | DE | AT | UK | US | Country | Anmerkungen |
| ---- | --------------------------------------------------------------------------------------- | --- | --- | --- | --- | --- | --- |
| 1966 | I’m So Lonesome I Could Cry                                                             | — | — | — | US8 (13 Wo.)US | — | Autor/Original: Hank Williams (1949) Erstveröffentlichung: 1964; B. J. Thomas mit The Triumphs                 |
| 1966 | Mama I’m So Lonesome I Could Cry                                                        | — | — | — | US22 (8 Wo.)US | — | Autor: Mark Charron Erstveröffentlichung: 1964                                                                 |
| 1966 | Billy and Sue The Very Best of B.J. Thomas                                              | — | — | — | US34 (11 Wo.)US | — | Autor: Mark Charron Erstveröffentlichung: 1964; B. J. Thomas mit The Triumphs                                  |
| 1966 | Bring Back the Time I’m So Lonesome I Could Cry                                         | — | — | — | US75 (4 Wo.)US | — | Autor: Mark Charron Erstveröffentlichung: 1965                                                                 |
| 1966 | Tomorrow Never Comes                                                                    | — | — | — | US80 (5 Wo.)US | — | Autoren: Johnny Bond, Ernest Tubb Erstveröffentlichung: 1965 1945 ein Countryhit für Ernest Tubb               |
| 1967 | I Can’t Help It (If I’m Still in Love with You) B.J. Thomas Sings for Lovers and Losers | — | — | — | US94 (1 Wo.)US | — | Autor/Original: Hank Williams (1951) Erstveröffentlichung: 1965                                                |
| 1968 | The Eyes of a New York Woman On My Way                                                  | — | — | — | US28 (14 Wo.)US | — | Autor: Mark James                                                                                              |
| 1968 | Hooked on a Feeling On My Way                                                           | — | — | — | US5 Gold · (16 Wo.)US | — | Autor: Mark James auf Platz 84 der meistgespielten Songs des 20. Jahrhunderts in den USA (laut BMI)            |
| 1969 | It’s Only Love Young and in Love                                                        | — | — | — | US45 (8 Wo.)US | — | Autoren: Mark James, Steve Tyrell                                                                              |
| 1969 | Pass the Apple Eve Young and in Love                                                    | — | — | — | US97 (3 Wo.)US | — | Autoren: Mark James, Johnny Christopher                                                                        |
| 1969 | Raindrops Keep Fallin’ on My Head                                                       | DE40 (2 Wo.)DE | AT11 (8 Wo.)AT | UK38 (4 Wo.)UK | US1 Gold · (22 Wo.)US | — | Musik: Burt Bacharach, Text: Hal David aus dem Film Butch Cassidy and the Sundance Kid Oscar (Bester Filmsong) |
| 1970 | Everybody’s Out of Town                                                                 | — | — | — | US26 (9 Wo.)US | — | Musik: Burt Bacharach, Text: Hal David                                                                         |
| 1970 | I Just Can’t Help Believing Everybody’s Out of Town                                     | — | — | — | US9 (13 Wo.)US | — | Musik: Barry Mann, Text: Cynthia Weil                                                                          |
| 1970 | Most of All                                                                             | — | — | — | US38 (10 Wo.)US | — | Autoren: Buddy Buie, J. R. Cobb                                                                                |
| 1971 | No Love at All Most of All                                                              | — | — | — | US16 (11 Wo.)US | — | Autoren: Wayne Thompson, Johnny Christopher                                                                    |
| 1971 | Mighty Clouds of Joy Greatest Hits Volume Two                                           | — | — | — | US34 (10 Wo.)US | — | Autoren: Buddy Buie, Robert Nix                                                                                |
| 1971 | Long Ago Tomorrow Greatest Hits Volume Two                                              | — | — | — | US61 (7 Wo.)US | — | Musik: Burt Bacharach, Text: Hal David                                                                         |
| 1972 | Rock and Roll Lullaby Billy Joe Thomas                                                  | — | — | — | US15 (11 Wo.)US | — | Autoren: Barry Mann, Cynthia Weil Gitarre: Duane Eddy, Begleitsänger: Dave Sommerville, die Blossoms           |
| 1972 | That’s What Friends Are For Billy Joe Thomas                                            | — | — | — | US74 (6 Wo.)US | — | Autor: Paul Williams (auch Begleitsänger)                                                                      |
| 1972 | Happier Than the Morning Sun Billy Joe Thomas                                           | — | — | — | US100 (2 Wo.)US | — | Autor: Stevie Wonder (spielt auch Mundharmonika) Begleitsänger: die Blossoms                                   |
| 1975 | (Hey Won’t You Play) Another Somebody Done Somebody Wrong Song Reunion                  | — | — | — | US1 Gold · (18 Wo.)US | Country1 (16 Wo.)Country | Autoren: Larry Butler, Chips Moman Grammy (Country Song)                                                       |
| 1975 | Help Me Make It (To My Rockin’ Chair)                                                   | — | — | — | US64 (9 Wo.)US | Country37 (10 Wo.)Country | Autor: Bobby Gene Emmons                                                                                       |
| 1977 | Home Where I Belong                                                                     | — | — | — | — | Country98 (1 Wo.)Country | Autor: Pat Terry Grammy (Gospel)                                                                               |
| 1977 | Don’t Worry Baby B.J. Thomas                                                            | — | — | — | US17 (17 Wo.)US | — | Autoren: Brian Wilson, Roger Christian 1964 ein Hit für die Beach Boys                                         |
| 1977 | Still the Lovin’ Is Fun B.J. Thomas                                                     | — | — | — | US77 (4 Wo.)US | — | Autor: Chris Christian                                                                                         |
| 1978 | Everybody Loves a Rain Song                                                             | — | — | — | US43 (8 Wo.)US | Country25 (13 Wo.)Country | Autor: Mark James, Chips Moman                                                                                 |
| 1979 | We Could Have Been the Closest of Friends –                                             | — | — | — | — | Country86 (3 Wo.)Country | Autoren: Steve Pippin, Johnny Slate                                                                            |
| 1981 | Some Love Songs Never Die                                                               | — | — | — | — | Country27 (11 Wo.)Country | Autoren: Bob Morrison, Alice Keister, Johnny MacRae                                                            |
| 1981 | I Recall a Gypsy Woman Some Love Songs Never Die                                        | — | — | — | — | Country22 (12 Wo.)Country | Autoren: Robert McDill, Allen Reynolds; Original: Don Williams (1973)                                          |
| 1983 | Whatever Happened to Old-Fashioned Love New Looks                                       | — | — | — | US93 (2 Wo.)US | Country1 (21 Wo.)Country | Autor: Lewis Anderson                                                                                          |
| 1983 | New Looks from an Old Lover New Looks                                                   | — | — | — | — | Country1 (21 Wo.)Country | Autoren: Red Lane, Gloria Thomas, Lathan Hudson                                                                |
| 1983 | Two Car Garage The Great American Dream                                                 | — | — | — | — | Country3 (21 Wo.)Country | Autoren: J. D. Martin, Gary Harrison                                                                           |
| 1984 | The Whole World’s in Love When You’re Lonely Shining                                    | — | — | — | — | Country10 (19 Wo.)Country | Autoren: Dan Tyler, Fred Knobloch                                                                              |
| 1984 | The Girl Most Likely To Shining                                                         | — | — | — | — | Country17 (19 Wo.)Country | Autoren: Steve Pippin, Wood Newton                                                                             |
| 1985 | The Part of Me That Needs You Most Throwin’ Rocks at the Moon                           | — | — | — | — | Country61 (11 Wo.)Country | Autoren: Mike Chapman, Nicky Chinn 1980 ein Hit für Jay Black                                                  |
| 1986 | America Is Throwin’ Rocks at the Moon                                                   | — | — | — | — | Country62 (7 Wo.)Country | Autoren: Hal David, Joe Raposo                                                                                 |
| 1986 | Night Life                                                                              | — | — | — | — | Country59 (6 Wo.)Country | Autoren: Willie Nelson, Walt Breeland, Paul Buskirk 1963 ein Hit für Rusty Draper                              |
| 2000 | You Call That a Mountain                                                                | — | — | — | — | Country66 (1 Wo.)Country | Autoren: Michael Gavin, Bucky Jones                                                                            |

grau schraffiert: keine Chartdaten aus diesem Jahr verfügbar
Weitere Singles
- You’ll Never Walk Alone (1966)
- Plain Jane (1966)
- Treasure of Love (1967)
- Human (1967)
- The Girl Can’t Help It (1967)
- Skip a Rope (1969)
- Sweet Cherry Wine (1973)
- Songs (1973)
- Early Morning Hush (1973)
- Play Something Sweet (1974)
- Without a Doubt (1977)
- I Want to Be More like Jesus (1978)
- Sweet Young America (1978)
- God Bless the Children (1979)
- Happy Man (1979, Grammy)
- What a Difference You’ve Made (1979)
- He’s Got It All in Control (1979)
- From the Start (1979)
- Jesus on My Mind (1980)
- The Faith of a Little Child (1980)
- Walkin’ on a Cloud (1980)
- Nothin’ Could Be Better (1980)
- Everything Always Works Out for the Best (1980)
- Unclouded Day (1981)
- Satan, You’re a Liar (1982)
- But Love Me (1982)
- Pray for Me (1983)
- Odessa Beggarman (1984)
- As Long as We Got Each Other (mit Dusty Springfield, 1988)
- Don’t Leave Love (Out There All Alone) (1989)
- I Just Can’t Help Believing (mit Vince Gill, 2013)

## Auszeichnungen
Grammy Awards
- 1978: Best Inspirational Performance für Home Where I Belong
- 1979: Best Inspirational Performance für Happy Man
- 1980: Best Inspirational Performance für You Gave Me Love (When Nobody Gave Me a Prayer)
- 1981: Best Gospel Performance, Contemporary or Inspirational für The Lord’s Prayer (mit weiteren Musikern)
- 1982: Best Inspirational Performance für Amazing Grace

GMA Dove Awards
- 1977: Album by a Secular Artist für Home Where I Belong
- 1982: Album by a Secular Artist für Amazing Grace